# 高津町 (神奈川県)
高津町（たかつまち）は、1928年（昭和3年）4月17日から1937年（昭和12年）4月1日まで存在した神奈川県橘樹郡の町。
前身の高津村についても本項で述べる。

## 概要
神奈川県橘樹郡北部の町。現在の神奈川県川崎市高津区北部にあたる。

## 地理
- 川 ： 多摩川

## 歴史

### 沿革
- 鎌倉時代 - 坂戸郷の地名が見られる。
- 室町時代 - 溝ノ口郷、木田見方郷の地名が見られる。
- 戦国時代 - 久本の地名が見られる。
- 江戸時代 - 以下の8村が成立。
  - 溝口村（旗本斎藤氏知行→幕府領）
  - 二子村（幕府領）
  - 久地村（幕府領）
  - 下作延村（旗本村上氏・戸田氏の相給→幕府領、旗本戸田氏知行）
  - 久本村（旗本長坂氏・川勝氏の相給→幕府領、旗本長坂氏・川崎氏の相給）
  - 諏訪河原村（幕府領）
  - 北見方村（旗本斎藤氏知行→幕府領）
  - 坂戸村（幕府領→江戸増上寺領）
- 1868年（明治元年）
  - 旧暦6月17日 - 神奈川府の管轄となる。
  - 旧暦9月21日 - 神奈川府が神奈川県に改称。
- 1874年（明治7年） - 大区小区制の施行により、溝口村、二子村、久本村、久地村、下作延村が第5大区第1小区に、小杉村、上丸子村、宮内村、諏訪河原村、北見方村が第5大区第2小区に、上小田中村、下小田中村、坂戸村、新城村が第5大区第3小区になる。
- 1889年（明治22年）4月1日 - 町村制の施行により、溝口村、二子村、久地村、下作延村、久本村、諏訪河原村、北見方村、坂戸村が合併して高津村が成立（溝口村の飛地は宮前村の、下作延村の飛地は向丘村の一部となる）。
- 1912年（明治45年） - 多摩川を挟んで両岸に蛇行していた東京府荏原郡、北多摩郡との境が多摩川上に設定され、北多摩郡砧村大字宇奈根、荏原郡玉川村大字瀬田、下野毛の各一部を編入。大字久地の一部を砧村、玉川村に、大字北見方の一部を玉川村に移管。
- 1927年（昭和2年） - 大字諏訪川原を大字諏訪に改称。
- 1928年（昭和3年）4月17日 - 高津村が町制施行して高津町となる。
- 1937年（昭和12年）4月1日 - 川崎市に編入。同日高津町廃止。
- 1972年（昭和47年）4月1日 - 川崎市が政令指定都市に指定され、旧町域が高津区になる。

## 交通

### 鉄道路線
- 南武鉄道（現JR東日本）
  - 本線（現南武線） ： 武蔵溝ノ口駅 - 日本ヒューム管前停留場（現津田山駅） - 久地梅林停留場（現久地駅）
- 玉川電気鉄道（現東京急行電鉄）
  - 溝ノ口線（現田園都市線） ： 二子電停（現二子新地駅） - 高津駅 - 溝の口駅

### 道路
- 府中街道（現国道409号）
- 厚木大山街道（現国道246号）

## 現在の町名
旧諏訪河原村が大字諏訪に改称された以外は、すべて旧村名が現存する。